# Gonomyia (Leiponeura) mashona
Gonomyia (Leiponeura) mashona is een tweevleugelige uit de familie steltmuggen (Limoniidae). De soort komt voor in het Afrotropisch gebied.